# Esteban Paredes
Pour les articles homonymes, voir Paredes.
Esteban Efraín Paredes Quintanilla (né le 1er août 1980 à Santiago du Chili) est un footballeur chilien qui joue au poste de attaquant ou milieu offensif.

## Carrière en club
Il a joué durant sa carrière dans des équipes comme Puerto Montt, Universidad de Concepción, Pachuca, Santiago Morning et Cobreloa.
Il joue la Copa Libertadores 2004 avec l'Universidad de Concepción.
Il finit meilleur buteur du tournoi chilien d'ouverture 2009 avec 17 buts.
En 2009, Colo Colo achète Paredes au Torneo Clausura 2009, qui rejoint le club à la demande de l'entraîneur Hugo Tocalli. Le 25 juillet, il inscrit un triplé lors d'une victoire 3-1 contre l'Universidad de Concepción..
En juin 2012, il rejoint le CF Atlante
Le 27 avril 2014, Paredes réussit la prouesse de marquer 5 buts pour son club de Colo-Colo (lors d'une victoire 5-3 sur le terrain de Nublense). Il offre ainsi le titre de Champion du Chili à son club pour la 30e fois de son Histoire. Il finit également meilleur buteur du tournoi, avec 16 buts en 17 matches.

## Carrière internationale
Il fait son premier match sous les couleurs chiliennes en 2006 lors d'un amical contre la Colombie puis contre le Pérou. Esteban attend trois ans pour rejouer ensuite en sélection.

## Buts internationaux
| Date             | Lieu                                                | Adversaire      | Score | Résultat | Compétition       |
| ---------------- | --------------------------------------------------- | --------------- | ----- | -------- | ----------------- |
| 12 août 2009     | Brøndby Stadium, Brøndby, Danemark                  | Danemark        | 0–1   | 1–2      | Amical            |
| 4 novembre 2009  | Estadio CAP, Talcahuano, Chili                      | Paraguay        | 2–1   | 2–1      | Amical            |
| 17 novembre 2009 | Stadium Pod Dubňom, Žilina, Slovaquie               | Slovaquie       | 1–2   | 1–2      | Amical            |
| 20 janvier 2010  | Estadio Francisco Sánchez Rumoroso, Coquimbo, Chili | Panama          | 1–0   | 2–1      | Amical            |
| 20 janvier 2010  | Estadio Francisco Sánchez Rumoroso, Coquimbo, Chili | Panama          | 2–0   | 2–1      | Amical            |
| 30 mai 2010      | Estadio Nelson Oyarzún Arenas, Chillán, Chili       | Irlande du Nord | 1–0   | 1–0      | Amical            |
| 4 juillet 2011   | Estadio del Bicentenario, San Juan, Argentine       | Mexique         | 1–1   | 2–1      | Copa América 2011 |